# Courcouronnes
Courcouronnes era un comune francese situato nel dipartimento dell'Essonne nella regione dell'Île-de-France. Dal 1º gennaio 2019 è entrato a far parte del nuovo comune di Évry-Courcouronnes, fusione di Évry e di Courcouronnes.

## Società

### Evoluzione demografica
Abitanti censiti